# Klasyfikacja Seddona

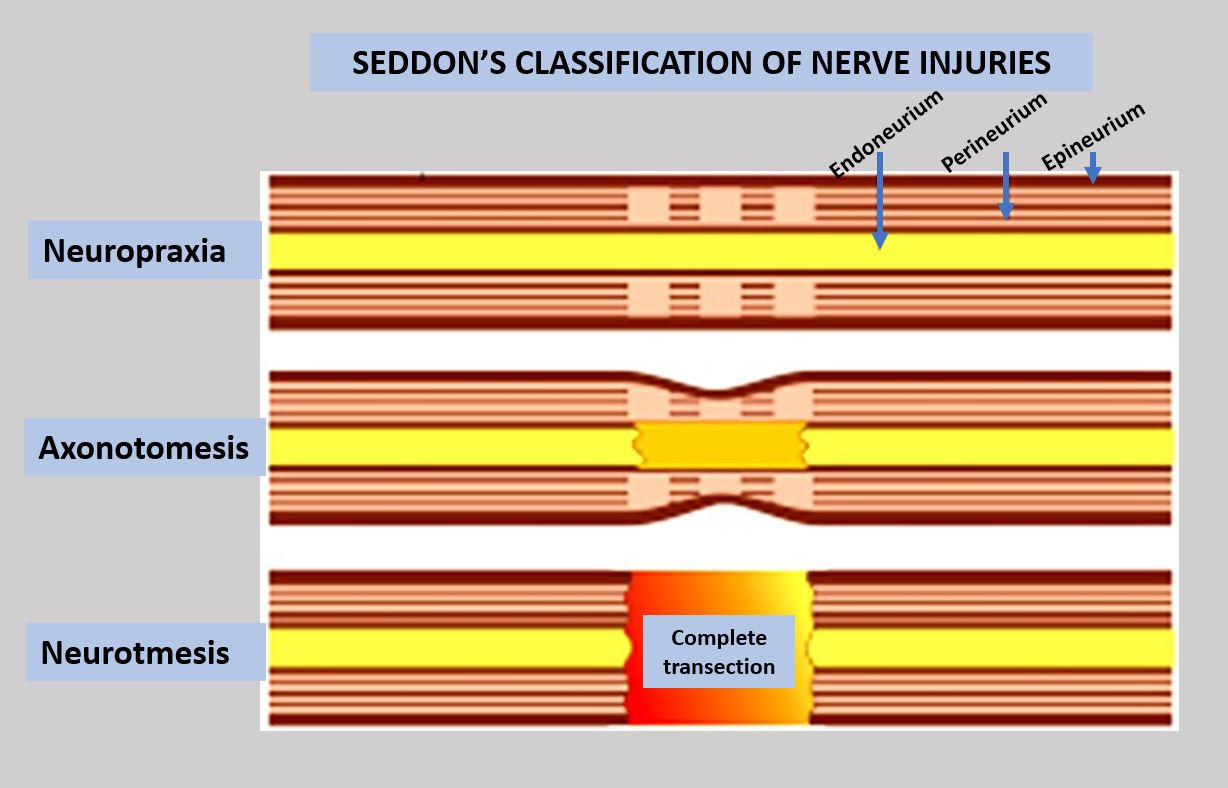

Klasyfikacja Seddona – schemat określający stopień uszkodzenia nerwów.
1. Neurapraksja (neurapraxia) – ucisk na nerw bez przerwania ciągłości.
2. Aksonotmeza (axonotmesis) – nerw nienaruszony, ale aksony przerwane; takie nerwy mogą się zregenerować.
3. Neurotmeza (neurotmesis) – przerwanie ciągłości nerwu powodujące jego porażenie.